# Lycosia

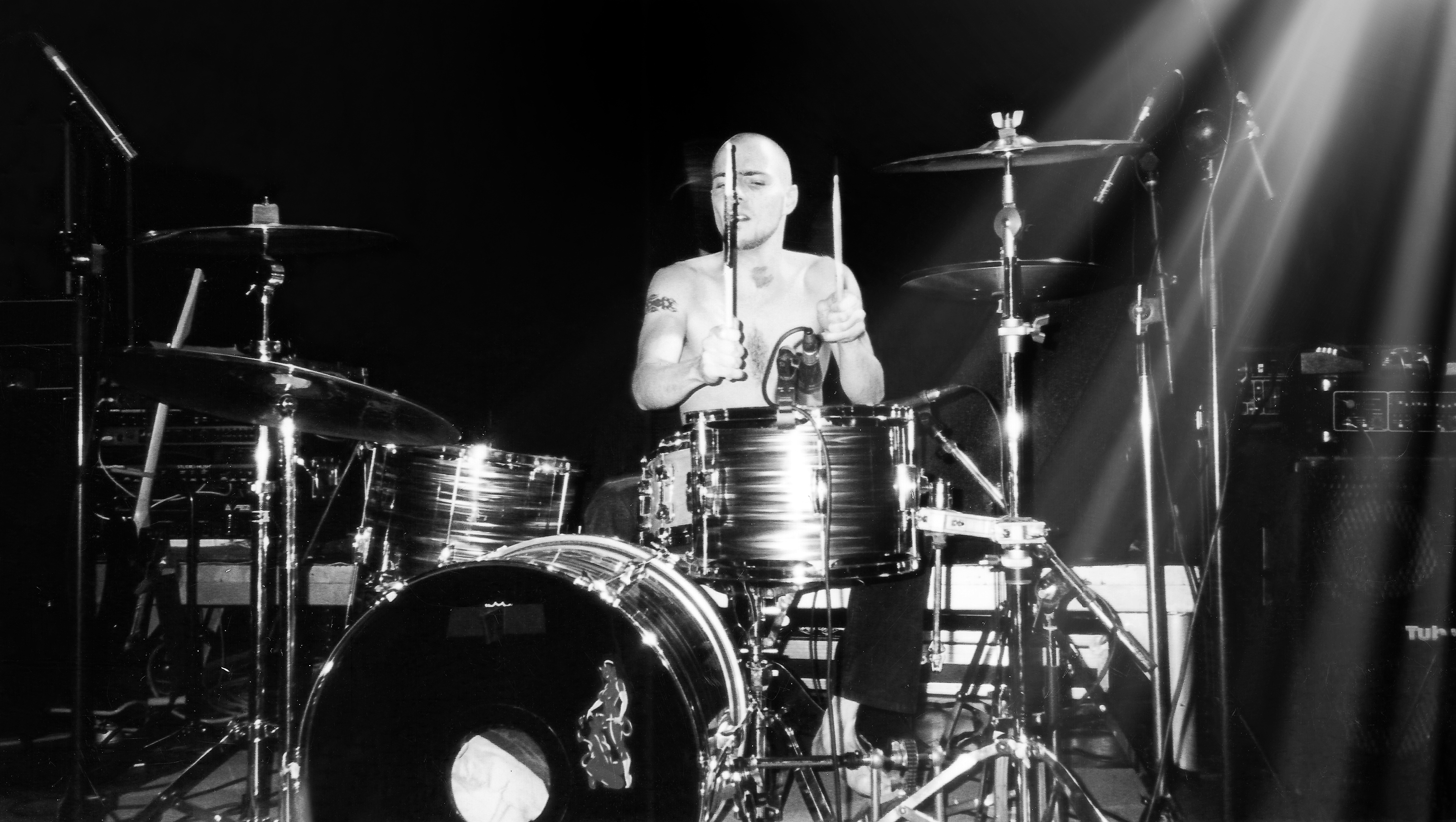

Lycosia est un groupe de rock et heavy metal français, originaire de Cambrai, dans le Nord. Le groupe est formé en 1997 par Christi Scythe à la guitare et au chant (Laurent Broda) et Don Ragno à la batterie (Alexis Gaffuri). No Love Lost, leur premier album studio, est publié en 1999.
En 2006, Lycosia obtient le prix « Jeunes talents » de la SACEM. Le groupe revient en 2011 avec l'album Midnight Rock Celebration, annoncé le 12 septembre la même année, sur le label Air 2 Music.

## Biographie

### Débuts (1997–2001)
Le groupe est formé en 1997, à Cambrai, dans le Nord, par Christi Scythe à la guitare et au chant (Laurent Broda) et Don Ragno à la batterie (Alexis Gaffuri). En 1998, Lycosia s’illustre dans le milieu underground avec la sortie de son premier maxi, Land of Tears. Consacré « autoproduction de l’année » par le magazine Rock Style[réf. nécessaire], il est autoproduit par Stéphane Buriez et sorti au label Araknid Records. Ce premier essai offre une visibilité au groupe, et lui permet de donner une série de concerts en France et en Belgique (premières parties de Loudblast, Angel Corpse, Immortal).

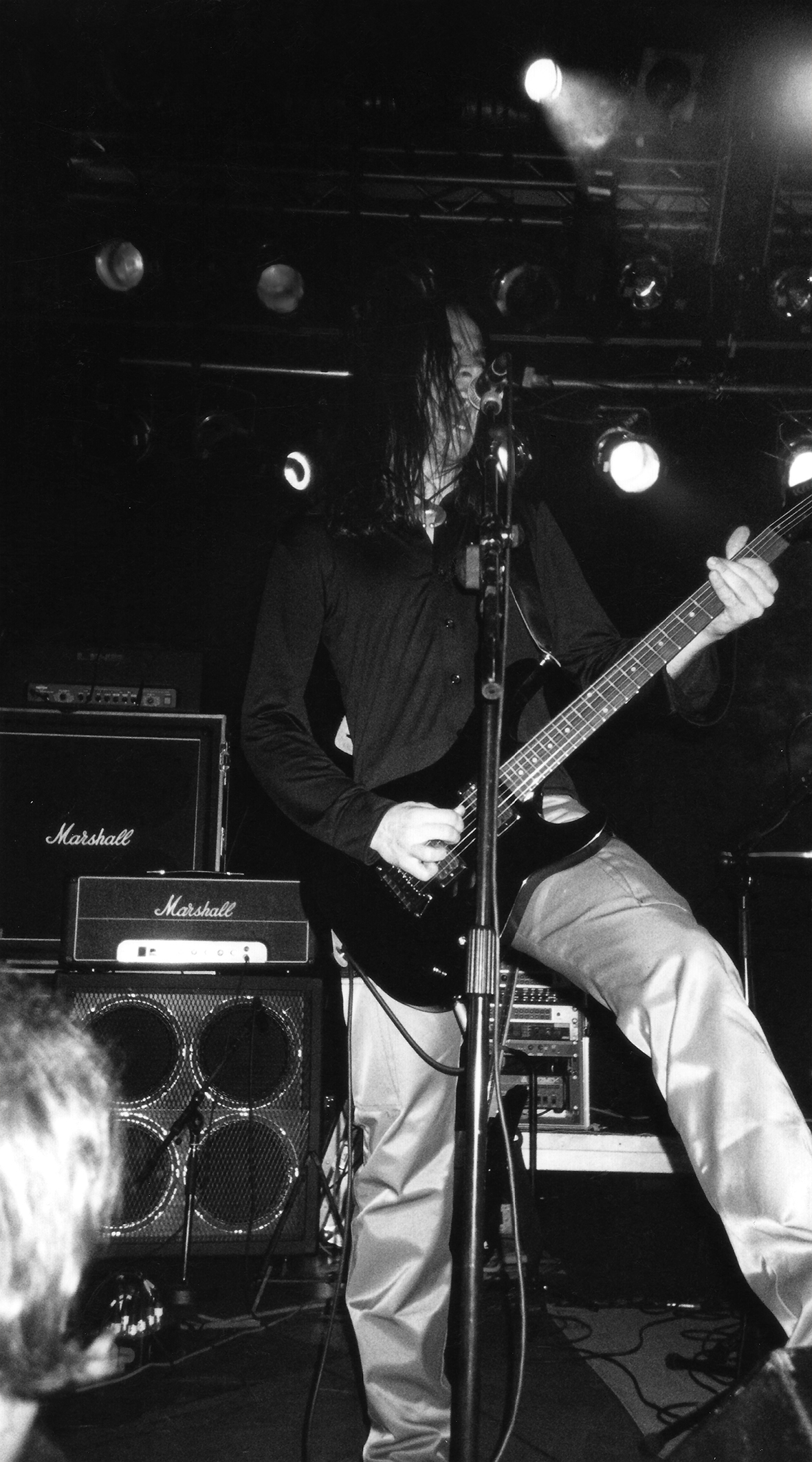

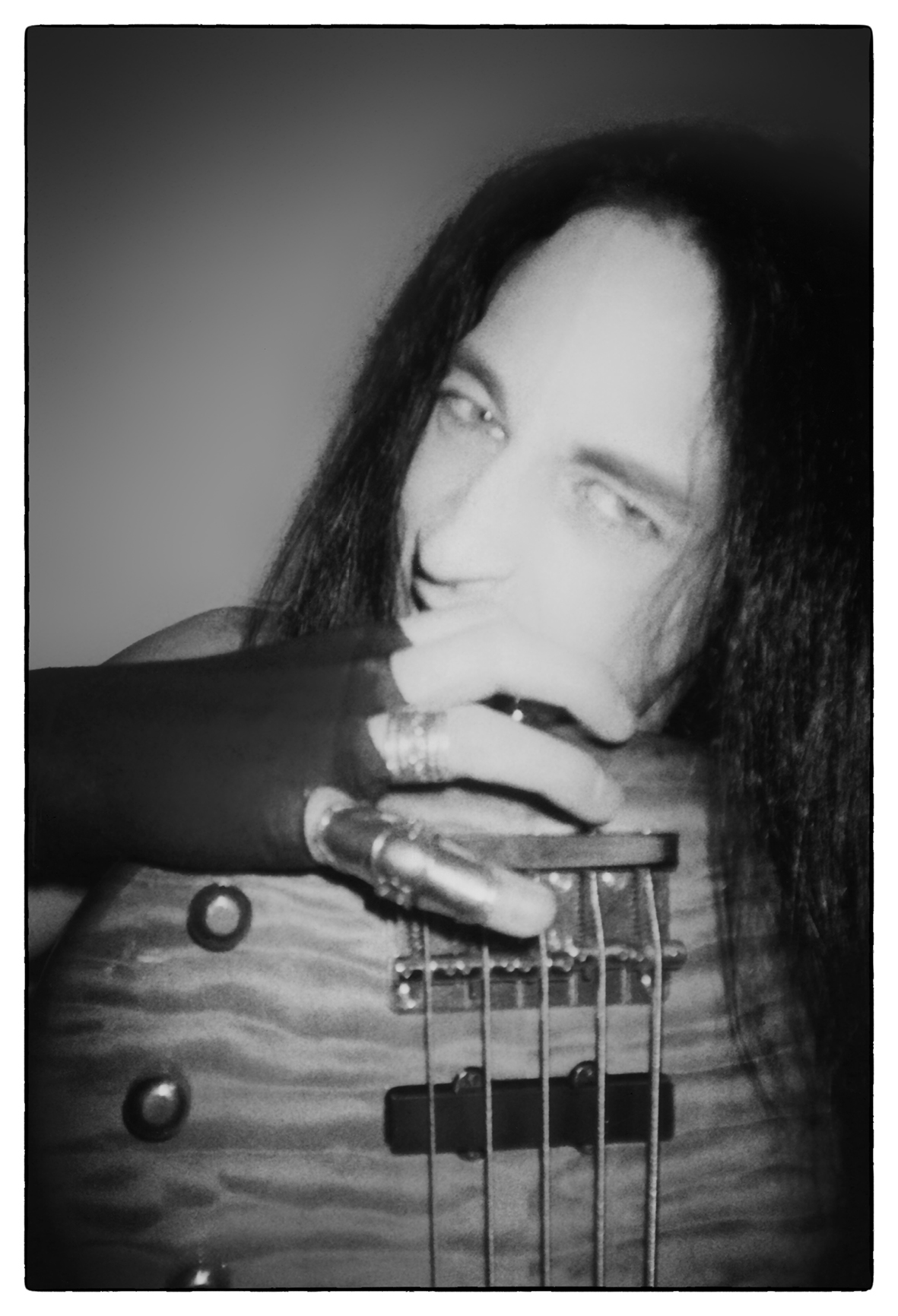
Christophe Dislair

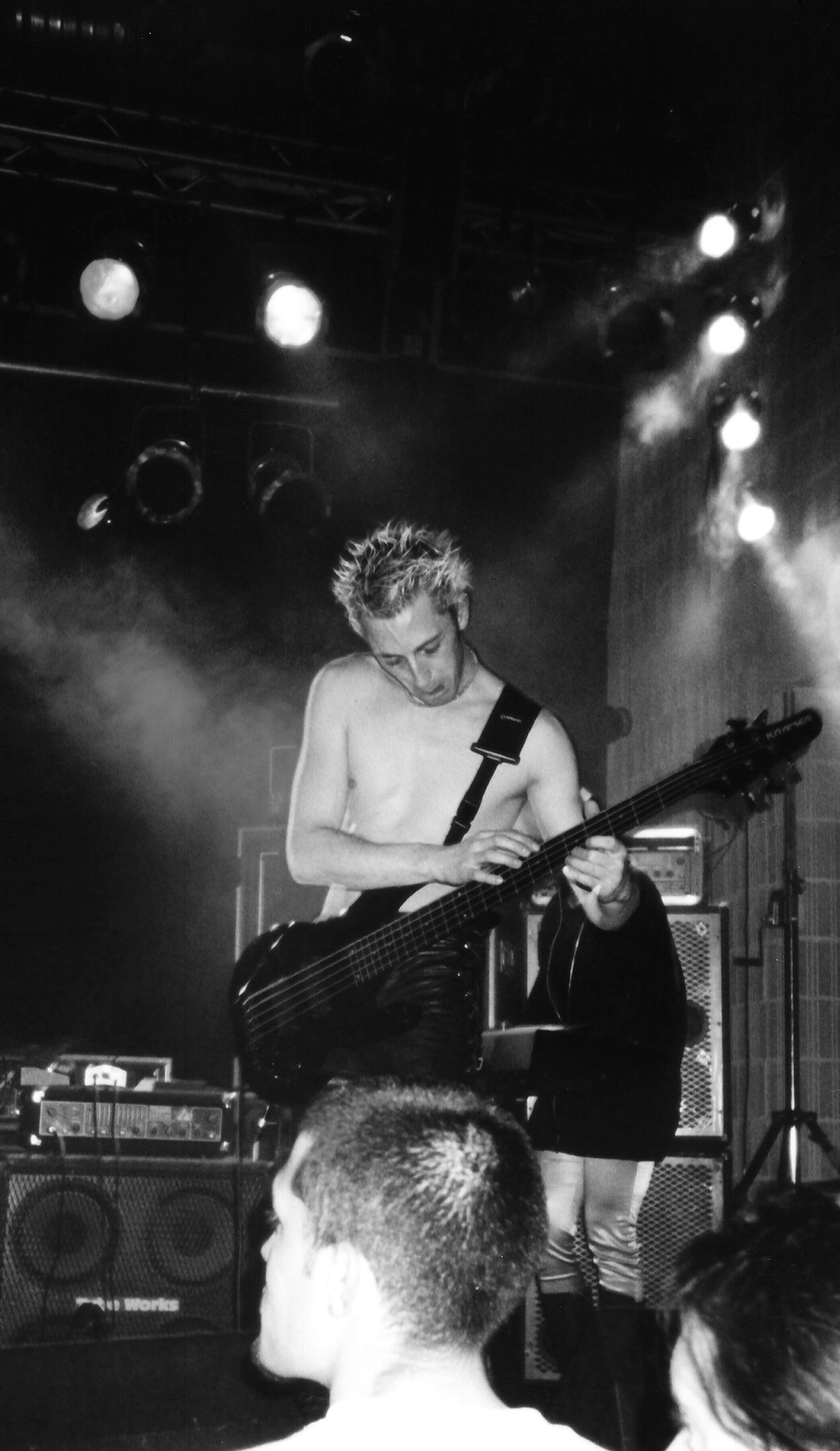

En 1998 Christophe Dislair (basse) rejoint le groupe et composera des lignes de basse sur mesure et des arrangements pour No Love Lost, leur premier album studio publié en 1999.L'album est enregistré par Stéphane Buriez (Loudblast), produit par Kit Woolven (Thin Lizzy, David Gilmour, David Bowie, Cradle of Filth, Anathema), et mixé en Italie au Damage Inc Studio, il reçoit un chaleureux accueil des médias : « un premier véritable album, impressionnant par sa maturité, son savoir-faire et surtout son innovation » (Hard N’ Heavy) ; « espoir rock français 2000 » (Rock Sound)[réf. nécessaire]. Sa sortie s’accompagne d’une tournée en premières parties d’Anathema, Sup, Cradle of Filth, puis de Dreadfull Shadows, No Flag, et Gitane Demone, dans toute l’Europe. À cette période, Lycosia participe à de nombreuses compilations, dont In a Gothic Spirit avec le titre Retaken (Universal Music), qui s’écoule à plus de 15 000 exemplaires.

## Archives / Contributions

### Lycosia - The Early Years (1997–2000)
Land Of Tears - No Love Lost : Live audio, bonus tracks, vidéos et photos.
Youtube : https://www.youtube.com/@lycosia
facebook : @lycosia.early.years

## Biographie

### Débuts (1997–2001)
Le groupe est formé en 1997, à Cambrai, dans le Nord, par Christi Scythe à la guitare et au chant (Laurent Broda) et Don Ragno à la batterie (Alexis Gaffuri).
En 2001, le groupe prend une direction plus rock que metal et enregistre Unisex en Italie, produit par Kit Woolven, assisté de Dario Mollo (The Cage, Don Airey, Glen Hugues). Même si ce nouvel opus désoriente une partie de son public métal, il rallie à sa cause des fans de rock et de new wave. Le groupe réalise alors des shows mêlant goth n’ roll et performances punk fetish avec projections vidéo, diapos et Super 8.

### LYCOSIAetApocaLipstik(2002–2007)
2003 est l’année de la Sainte Résurrection, titre de l’album produit par Stéphane Buriez au LB Lab Studio, sorte de chimère électrique fusionnant heavy metal, post-new wave, rock 'n' roll, et vibrations tribales d’Asie Centrale. Ce nouvel opus marque un tournant majeur dans la carrière du groupe, qui est consacré par la presse comme « révélation française numéro un de l’année » (Guitar Part.), et est élu quatrième groupe indépendant français 2003 au Référendum Le Mouv'[réf. nécessaire]. Lycosia opère là son grand retour sur le devant de la scène en se produisant comme tête d’affiche en France et en Europe (doubles plateaux avec des groupes tels que 69 Eyes, Aqme et Eths).
En 2006, Lycosia obtient le prix « Jeunes talents » de la SACEM, et joue au Bataclan à Paris. La même année, le groupe publie l'album ApokaLipstik, produit par Vincent Brunello (Sin, LTNO), alors claviériste, le 3 novembre 2006. Le groupe y explore plus viscéralement ses influences électro-industrielles,,,, et repart en tournée à travers la France et l’Europe. En 2007, Lycosia est invité à participer au prestigieux festival gothique Wave Gotik Treffen à Leipzig, où il partage l’affiche avec Cinema Strange.

### Midnight Rock Celebration(depuis 2008)
Après quelques changements de line–up au sein du groupe, les années 2008 et 2009 sont marquées par une tournée française avec Sixteen Sinners et SYSTR, occasion pour les membres de tester de nouveaux titres sur scène. 
C’est également à cette période que Lycosia croise la route du producteur Stephane Lumbroso (fondateur et ex-dirigeant du label Recall) qui les signe. Le groupe revient en 2011 avec l'album Midnight Rock Celebration, annoncé le 12 septembre la même année, sur le label Air 2 Music.

## Membres

### Membres actuels
- Hell Scythe - chant, guitare, saz
- Gornoss - batterie
- Jesse - guitare

### Anciens membres
- Alexis Gaffuri aka Don Ragno - batterie (sur Land of Tears, No Love Lost, Lycosia et Apokalipstik) (1996-2007)
- Igor Landorique - guitare (sur Land of Tears) (1996-1997)
- Antoine Pommelet - basse (sur Land of Tears) (1996-1997)
- Ludovic Treny - clavier (sur Land of Tears et No Love Lost) (1996-1998)
- Christophe Dislair - basse (sur No Love Lost et Unisex) (1998-2001)
- Véronique Dromard - clavier (sur Unisex (1999-2001)
- Shanka - guitare (sur Lycosia) (2003)
- Vincent Brunello - clavier, production sonore (sur Apokalipstik et Midnight Rock Celebration) (2006-2010)
- Dagulard - batterie (sur Midnight Rock Celebration) (2010)
- Sly - basse (sur Midnight Rock Celebration) (2010)

### Membres live
- Bluj' - basse (lors de la tournée 2005-2006)
- Sønær - guitare (lors de la tournée Syndicate of Noise 2008)
- Ilhan Blanco - basse (lors de la tournée 2007 et Syndicate of Noise 2008)

## Discographie
- 1998 : Land of Tears
- 1999 : No Love Lost
- 2001 : Absolut 999 (compilation des deux précédentes œuvres)
- 2001 : Unisex
- 2003 : LYCOSIA (deux versions : une internationale et une française sur Araknid Records/Next Music)
- 2006 : ApokaLipstik
- 2011 : Midnight Rock Celebration